# Chungking Express
Chungking Express (Originaltitel: chinesisch 重慶森林 / 重庆森林, Pinyin Chóngqìng Sēnlín, Jyutping Cung4hìng3 Sam1lam4, kantonesisch Chunghing Sam Lam – „Chungking-Wald“), auch Chung King Express, selten Tschungking Express, ist ein Film des Hongkonger Regisseurs Wong Kar-Wai aus dem Jahr 1994. Der Film fand seinen Weg in den Westen durch Quentin Tarantino, der von dem Werk begeistert war und ihn durch seine Firma Rolling Thunder Pictures in die Filmtheater brachte. In Deutschland war der Film ab dem 28. März 1996 in den Kinos zu sehen.

## Handlung
Das erste Drittel des Films erzählt die Geschichte des Polizisten #223, dessen Freundin May sich am 1. April von ihm getrennt hat. Er gibt ihr einen Monat Zeit, bis zu seinem Geburtstag am 1. Mai, ehe er ganz von ihr lassen will. Bis dahin kauft er sich jeden Tag eine Dose Ananaskonserven mit dem Verfallsdatum 1. Mai. An diesem Tag konsumiert er alle 30 Konserven und geht (nach erfolglosen Kontaktaufnahmen mit ehemaligen weiblichen Bekannten) in eine Bar mit dem festen Ziel, sich in die Frau zu verlieben, die als nächste die Bar betritt.
Parallel dazu wird die Geschichte einer Frau mit blonder Perücke erzählt, die mit einigen indischen Migranten Drogen zu schmuggeln versucht. Sie wird von den Indern hereingelegt und am Flughafen alleine stehen gelassen. Nach intensiven Bemühungen, die Inder aufzustöbern, betritt sie erschöpft jene Bar, in der sich auch #223 befindet.
Der Polizist, der nichts von ihrem kriminellen Hintergrund weiß, möchte sie näher kennenlernen. Sie sträubt sich zunächst, doch aufgrund ihrer starken Erschöpfung begleitet sie ihn zu einem Hotelzimmer und legt sich dort schlafen, während #223 mehrere Chefsalate isst und sich ein paar Filme ansieht. Nach Sonnenaufgang geht er joggen, „um überflüssiges Wasser aus dem Körper zu schwitzen“. Zurück im Hotel muss er zu seiner Überraschung feststellen, dass die Frau mit der blonden Perücke ihm eine Nachricht auf dem Pager hinterlassen hat. Sie wünscht ihm Happy Birthday.
Die weiteren zwei Drittel des Films handeln von dem Polizisten #663, der seine Chef-Salate im selben Schnellimbiss kauft und den seine Freundin auch verlässt. Die neue Imbissmitarbeiterin Faye verliebt sich in ihn. Dann hinterlässt seine Ex-Freundin, eine Flugbegleiterin, beim Schnellimbiss einen Brief mitsamt dem Schlüssel für seine Wohnung. Nachdem #663 es mehrfach abgelehnt hat, den Brief anzunehmen, entschließt sich Faye, seine Wohnung „wie in einem Traum“ zu inspizieren und subtil umzudekorieren. Doch #663 bemerkt es nicht, selbst nachdem er Faye mit einer Tüte voll mit seinen Goldfischen und einer CD von ihm in seinem Hausflur begegnet ist.
Als er sie dann tatsächlich in seiner Wohnung ertappt, flüchtet sie. #663 dämmert es nun langsam und er lädt Faye ins Restaurant California ein. Ohne dass Gründe genannt werden, kommt sie nicht zur Verabredung, sondern fliegt stattdessen ins echte Kalifornien, hinterlässt ihm aber einen Brief.
Stark verunsichert von der neuerlichen Ablehnung durch eine Frau und einem Treffen mit seiner Ex-Freundin, die in einer neuen Beziehung glücklich zu sein scheint, wirft #663 Fayes Brief weg. Als er ihn kurz darauf wieder aus dem Müll holt, ist er durch den Regen inzwischen nahezu unleserlich geworden.
Ein Jahr später kehrt Faye in der Uniform einer Flugbegleiterin nach Hongkong zurück. Sie sucht den Schnellimbiss auf, aus dem sie, obwohl er anscheinend geschlossen ist, laute Musik hört. Drin findet sie #663 vor, der seinen Job als Polizist aufgegeben hat. Der Imbissbesitzer hat ihn überredet, das Geschäft zu übernehmen. Irritiert und in dem Glauben, dass #663 ihren Brief nicht gelesen hat, möchte sie gleich wieder gehen. Doch er bittet sie zu warten und kramt den durchnässten Brief hervor. Darin wird ein neues Treffen vorgeschlagen, doch der Ort ist nicht mehr zu erkennen. Angenehm überrascht ändert nun auch Faye ihre Meinung, schreibt #663 auf einer Serviette einen neuen Brief und fragt ihn, wohin er denn gerne möchte.

## Hintergründe
Während der Dreharbeiten entschloss sich Wong Kar-Wai, aus dem letzten Teil des Drehbuchs einen eigenständigen Film, Fallen Angels, zu drehen.
Der erste Teil des Films wurde in und um den Gebäudekomplex Chungking Mansions gedreht, worüber Wong Kar-Wai sagte: „Für mich war das Haus immer ein mysteriöser Ort“. Außerdem bemerkte er: „Als ich ein Kind war, haben meine Eltern mir immer streng verboten, Chungking Mansion zu betreten.“ Für ihn sei dieser übervölkerte und hyperaktive Ort eine großartige Metapher für die Stadt Hongkong. Der zweite Teil spielt in Central und dort vor allem in einem Fastfood-Laden namens Midnight Express.
Optisch ist Chungking Express ein stilprägendes Werk. Der Film ist mit einer extrem bewegten Handkamera gedreht. In den nächtlichen Straßenszenen wird weitgehend auf zusätzliches Licht verzichtet. Viele Szenen sind in Zeitlupe oder Zeitraffer gedreht und es wird ein Stroboskop-Effekt verwendet. Schärfe und Unschärfe wechseln sich ab, die Farben sind grell leuchtend. Der Film entwickelt daraus einen visuellen Sog, der die „einfache“ Geschichte auf eine mythische Ebene katapultiert und ihr so eine emotionale Tiefe gibt.
Der Film Postman Blues (Regie: Hiroyuki Tanaka) parodiert u. a. Chungking Express, der Charakter der blonden Frau mit Sonnenbrille wird adaptiert. In einer Einstellung mit der blonden Frau wird ohne ersichtlichen Zusammenhang zwischendurch ein startendes Flugzeug eingeblendet, in einer anderen wird, während sie den Kopf hebt, das Geräusch eines startenden Flugzeugs eingespielt.
Es existieren zwei Fassungen des Films, zum einen die rund 98-minütige Hong-Kong-Version, zum anderen die rund 102-minütige internationale Fassung. Es gibt zwischen diesen beiden 29 Abweichungen sowie jeweils zusätzliches Material.

## Kritiken
„Mit außergewöhnlicher Souveränität verwandelt der Film die vage skizzierten Handlungsvorlagen zu seismografisch genauen Stimmungsbeschreibungen: Momente der Sehnsucht, des Verlorenseins und der Entfremdung fangen einerseits meisterhaft den Charakter der Stadt ein, verdichten andererseits die Genre- und Lebensbilder zu Szenen von kunstvoller Poesie.“

„Zwei Liebesgeschichten, Zufallsgeschichten, unterlegt mit westlicher und östlicher Musik, mit Anklängen an Godard, Oshima, Cassavetes - und immer wieder diese verwischten Bilder, in denen die Zeit stillsteht, um dann noch schneller zu fließen als zuvor. Der Film fliegt, und er beflügelt auch den Zuschauer. Und anschließend ist egal, ob es regnet oder die Sonne scheint.“

## Auszeichnungen und Nominierungen (Auswahl)
Golden Horse Film Festival 1994
- Golden Horse Award in der Kategorie Best Actor für Tony Leung Chiu Wai

Hong Kong Film Awards Association 1995
- Hong Kong Film Award in der Kategorie Best Actor für Tony Leung Chiu Wai
- Hong Kong Film Award in der Kategorie Best Director für Wong Kar-Wai
- Hong Kong Film Award in der Kategorie Best Film Editing für William Cheng, Chi-Leung Kwong und Kit-Wai Kai
- Hong Kong Film Award in der Kategorie Best Picture
- Nominierung Hong Kong Film Award in der Kategorie Best Actress für Faye Wong
- Nominierung Hong Kong Film Award in der Kategorie Best Art Direction für William Chang
- Nominierung Hong Kong Film Award in der Kategorie Best Cinematography für Christopher Doyle und Wai-keung Lau
- Nominierung Hong Kong Film Award in der Kategorie Best Original Film Score für Frankie Chan und Roel A. Garcia
- Nominierung Hong Kong Film Award in der Kategorie Best Screenplay für Wong Kar-Wai
- Nominierung Hong Kong Film Award in der Kategorie Best Supporting Actress für Valerie Chow

Film Independent 1997
- Nominierung Independent Spirit Award in der Kategorie Best Foreign Film für Wong Kar-Wai

Locarno International Film Festival 1994
- Nominierung Goldener Leopard für Wong Kar-Wai

Stockholm Film Festival 1994
- Kategorie Best Actress für Faye Wong
- FIPRESCI Prize (Competition) für Wong Kar-Wai
- Nominierung Bronze Horse

Quellen: GHA, HKFA, ISA, SFF, IMDb